# Ithilien
Ithilien («tierra de la Luna» en sindarin) es un lugar ficticio del legendarium de J. R. R. Tolkien. Es una región y feudo de Gondor.
Ithilien es la única tierra de Gondor al otro lado del río Anduin, entre el río y Ephel Dúath de Mordor. La región además está dividida en Ithilien Norte y Sur.
Era una tierra bella y próspera durante la Segunda Edad del Sol y la primera parte de la Tercera Edad del Sol, cuando Gondor era poderoso y Mordor estaba desierto. Antiguamente su capital había sido Minas Ithil (Torre de la Luna Naciente), pero cuando fue capturada por Mordor su nombre cambió a Minas Morgul (Torre de la Magia Negra). Luego de esto, la mayoría de su población huyó al otro lado del Anduin para escapar de la guerra, pero los Senescales de Gondor mantuvieron exploradores en Ithilien, con base en lugares secretos como Henneth Annûn.
En El Señor de los Anillos, Gollum lleva a Frodo Bolsón y Samsagaz Gamyi a través de Ithilien de camino a Cirith Ungol para llegar a Mordor. Después de presenciar una batalla entre los sureños de Harad acompañados de un olifante, los hobbits son encontrados por Faramir, el hijo del Senescal Denethor II y llevados a Henneth Annûn, pero se les permite continuar cuando comprobó que no eran agentes de Sauron.
Durante la Cuarta Edad, Itihilen fue gobernada por los Príncipes de Ithilien, un linaje que comienza con Faramir y Éowyn, princesa de Rohan (la Dama Blanca de Ithilien). Minas Morgul no fue repoblada (al menos por mucho tiempo) y Faramir gobernó como Señor de Emyn Arnen.
Durante la Cuarta Edad del Sol, Legolas Hojaverde  príncipe del Bosque Negro, estableció un principado elfíco junto con otros elfos del Bosque Negro en Ithilien. Tras la partida de Legolas en el 120 CE, se desconoce que ocurrió con el principado.
- Datos: Q1752756